# Salvador Monsalud

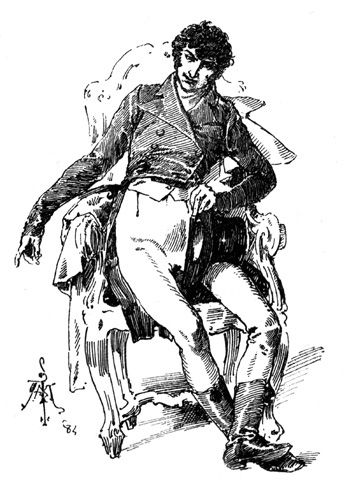
Salvador Monsalud. Ilustración de La segunda casaca, Administración de La Guirnalda y Episodios Nacionales, 1884.

Salvador Monsalud es el personaje principal de la segunda serie de los Episodios nacionales de Benito Pérez Galdós. Definido por el autor como «personaje en que prevalece sobre lo heroico lo político», los galdosistas apuntan que su posición, evoluciona desde un inicial afrancesamiento al liberalismo progresista. Su antítesis ideológica y humana está representada en las novelas de esta serie por Carlos Navarro (alias ‘Garrote’), su medio hermano, de confesión tradicionalista y absolutista. Ese enfrentamiento le servirá a Galdós para reflejar la rivalidad entre carlistas reaccionarios y liberales, reflejo histórico de la «escisión de las dos Españas» del siglo xix, que el autor ya había esbozado en La Fontana de Oro y que remataría en 1876 con Doña Perfecta, obra contemporánea del primer episodio de esta segunda serie El equipaje del rey José. 
Como personaje tipo, Monsalud ha sido comparado con el “hombre superfluo” característico de la literatura rusa decimonónica, tan admirada por Galdós.

## El retrato de Galdós
El autor de los Episodios describe física y sicológicamente a Monsalud en varios pasajes a lo largo de los diez episodios publicados entre 1875 y 1879.

Salvadorcillo Monsalud era un joven de veintiún años, de estatura mediana y cuerpo airoso y flexible. Su rostro moreno asemejábase un poco al semblante convencional con que los pintores representan la interesante persona de San Juan Evangelista, barbilampiño y un poco calenturiento, con singular expresión de ansiedad inmensa o de aspiración insaciable en los grandes ojos negros. Grave seriedad sentimental se desprendía de su persona, de su voz y de su porte; cautivaba a todos por su bondad, y a las muchachas por sus modales corteses y su agraciada delicadeza no adquirida con la educación, pues había nacido en cuna muy humilde. Era como el Evangelista, algo tímido y muy circunspecto, lo cual no resultaba útil en este siglo, ni aun cuando principiaba. Con su traje de guardia española, Monsalud estaba muy gallardo; pero sin aquel espantable continente marcial que caracteriza a los militares de afición: era su figura la de un soldado en yema o campeón verde que aún no se había endurecido al sol de los combates, ni acorazado con la provocativa soberbia y fanfarronería de una larga vida de cuarteles. (...) Aunque el joven tenía ideas y no pocas, si bien revueltas y confusas y desordenadas, aún no poseía las que comúnmente se llaman ideas políticas, es decir, no había llegado, a pesar del vehemente ardor de la generación de entonces, al convencimiento profundo de que la solución nacional fuese mejor o peor que la extranjera. No faltaba ciertamente en su corazón el sentimiento de la patria; pero estaba ahogado por el precoz desarrollo de otro sentimiento más concreto, más individual, más propio de su edad y de su temple, el amor. Está escrito, que en ciertos casos, tal vez siempre, el rostro de una mujer tenga mayores dimensiones y ocupe dentro del universo más grande espacio que las inmensidades materiales y morales de la patria. Por esta causa, por este aparente absurdo, Fernando el Deseado y José Bonaparte eran a los ojos de Monsalud dos figuras lejanas y pequeñitas, que apenas se parecían en las nieblas del cerrado horizonte.
El equipaje del rey José, capítulo II, (1875) 

## Monsalud / ‘Garrote’

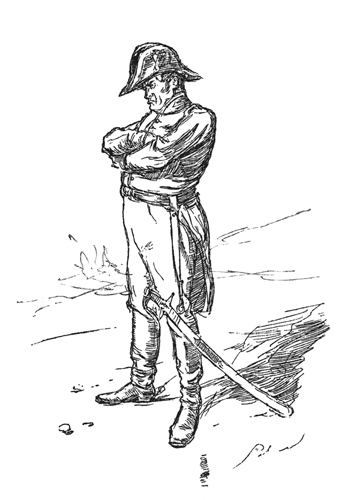
Carlos Navarro “Garrote”, según una ilustración de Un voluntario realista (La Guirnalda, 1878).

Octavio Paz en su discurso de agradecimiento por el Premio Cervantes en 1982, se identificaba con Monsalud en estos términos: «Al llegar a la segunda serie me cautivó inmediatamente la figura de Salvador Monsalud. Fue mi héroe, mi prototipo. Mi identificación con el joven liberal me llevó a enfrentarme con su medio-hermano y adversario, el terrible Carlos Garrote, guerrillero carlista. Dualismo a un tiempo real y simbólico: el hijo legítimo y el bastardo, el perro guardián del orden y el vagabundo, el hombre del terruño y el cosmopolita, el conservador y el revolucionario. Pero Carlos Garrote, como poco a poco advierte el lector, no sólo es el adversario que encarna la otra España, la de ¡Religión y fueros!, sino que es el doble de Salvador Monsalud... Cada uno es el otro y el mismo. Descubrí entonces que a todos nos habita un adversario y que combatirlo es combatir con nosotros mismos.»